# Éphialtès de Trachis
Pour les articles homonymes, voir Éphialtès.
Ne doit pas être confondu avec Éphialtès d'Athènes.

Carte de la bataille des Thermopyles.

Éphialtès ou Éphialte de Trachis (en grec ancien Ἐφιάλτης / Ephiáltês, « cauchemar ») fils d'Eurydémos, est un Grec Malien, qui dévoila à Xerxès Ier le sentier de l'Anopée par lequel les Perses pouvaient prendre à revers les positions des Spartiates du roi Léonidas Ier à la bataille des Thermopyles en 480 av. J.-C. Il est tué plus tard par un certain Athénade.

## Biographie

### Le sentier de l'Anopée
Les forces terrestres alliées grecques, dont Hérodote déclarait qu'elles ne comptaient pas plus de 4 200 hommes, avaient choisi le défilé des Thermopyles pour bloquer les forces perses, considérablement supérieures. Bien que le passage entre les falaises trachiniennes et le golfe Maliaque fût « assez large pour un seul convoi », il pouvait être contourné par une voie, le sentier de l'Anopée, qui conduisait vers les montagnes au sud des Thermopyles et qui rejoint la route principale derrière les positions grecques. Hérodote note que cette piste était bien connue de la population locale et que celle-ci l'a utilisée dans le passé pour piller les Phocidiens.
Commandé par Hydarnès, un détachement de l'armée perse utilisa ce chemin pour contourner et prendre à revers l'armée grecque coalisée ; en chemin il rencontra 1 000 Phocidiens qu'il mit en fuite.

### Prime et mort
Éphialtès s'attendait à être récompensé par Xerxès, mais il n'obtint rien et dut se réfugier en Thessalie. Les amphictyons offrirent une récompense pour sa mort. Selon Hérodote, il fut tué, mais pour une raison apparemment sans rapport, par Athénade de Trachis, vers 470 av. J.-C. Les Spartiates récompensèrent quand même Athénade.

## Autres suspects de trahison
Hérodote note que d'autres hommes ont été accusés de trahir en dévoilant cette piste aux Perses : Onetas fils de Phanagoras de Carystos, Corydallos d'Anticyre, et un troisième non identifié. Néanmoins, Hérodote soutient que c'est Éphialtès qui a révélé cette piste car « les députés des Grecs, les pylagores, qui doivent avoir eu les meilleurs moyens pour établir la vérité, n'offraient pas de récompense sur la tête d'Onetas et de Corydallos, mais sur celle d'Éphialtès de Trachis ».

## Dans la culture moderne
Dans le film La Bataille des Thermopyles (1962), Éphialtès est interprété par Kieron Moore et est dépeint comme un solitaire qui a travaillé dans une ferme de chèvres près des Thermopyles. Il trahit les Spartiates pour assouvir sa cupidité.
En 1998, il apparaît dans le comic-book de Frank Miller 300, et dont l'adaptation cinématographique du même nom est sortie en 2006. Éphialtès est présenté comme un Spartiate exilé en raison de sa difformité, qui se venge en trahissant l'armée de Léonidas. Le roi Léonidas éprouve de la compassion pour lui mais lui refuse le droit de se battre pour lui parce qu'il est incapable de lever son bouclier, très lourd, assez haut, ce qui compromet ainsi l'intégrité de la formation en phalange. Il est joué dans le film par l'acteur britannique Andrew Tiernan. Dans la suite du film 300, nous retrouvons Éphialtès, toujours joué par Andrew Tiernan, dans 300 : La Naissance d'un empire.

## Nom
Depuis qu'Éphialtès a trahi les Grecs aux Thermopyles, en grec Éphialtès signifie « cauchemar ». Éphialtès est également utilisé en grec comme synonyme de traître, de façon comparable à l'utilisation de « Judas » dans la langue française.